# Nederlandse kampioenschappen indooratletiek 2004
De Nederlandse kampioenschappen indooratletiek 2004 werden gehouden in Gent op zaterdag 21 februari 2004.

## Uitslagen

### 60 m
| rang   | atleet             | prestatie |
| ------ | ------------------ | --------- |
| Goud   | Timothy Beck       | 6,71 s    |
| Zilver | Daniel van Leeuwen | 6,78 s    |
| Brons  | Dennis Tilburg     | 6,81 s    |

| rang   | atlete                | prestatie |
| ------ | --------------------- | --------- |
| Goud   | Pascal van Assendelft | 7,40 s    |
| Zilver | Jacqueline Poelman    | 7,45 s    |
| Brons  | Joan van den Akker    | 7,59 s    |

### 200 m
| rang   | atleet             | prestatie |
| ------ | ------------------ | --------- |
| Goud   | Patrick van Balkom | 21,18 s   |
| Zilver | Sergio Udenhout    | 21,93 s   |
| Brons  | Rowdy Middelkoop   | 22,21 s   |

| rang   | atlete         | prestatie |
| ------ | -------------- | --------- |
| Goud   | Yvonne Wisse   | 24,55 s   |
| Zilver | Dorien Dek     | 25,32 s   |
| Brons  | Paula Schouten | 25,55 s   |

### 400 m
| rang   | atleet            | prestatie |
| ------ | ----------------- | --------- |
| Goud   | Bram Som          | 47,73 s   |
| Zilver | Robert Lathouwers | 47,74 s   |
| Brons  | Rene Mabelis      | 49,02 s   |

| rang   | atlete            | prestatie |
| ------ | ----------------- | --------- |
| Goud   | Marjolein de Jong | 54,05 s   |
| Zilver | Annemarie Schulte | 54,08 s   |
| Brons  | Tamara Ruben      | 56,12 s   |

### 800 m
| rang   | atleet                 | prestatie |
| ------ | ---------------------- | --------- |
| Goud   | Arnoud Okken           | 1.48,62   |
| Zilver | Marko Koers            | 1.49,13   |
| Brons  | Sebastiaan Schletterer | 1.51,23   |

| rang   | atlete          | prestatie |
| ------ | --------------- | --------- |
| Goud   | Lotte Visschers | 2.04,65   |
| Zilver | Najla Jaber     | 2.04,84   |
| Brons  | Femke Schuurman | 2.10,03   |

### 1500 m
| rang   | atleet             | prestatie |
| ------ | ------------------ | --------- |
| Goud   | Michiel Loschner   | 4.02,37   |
| Zilver | Johan de Koning    | 4.02,61   |
| Brons  | Wijnand Rijkenberg | 4.03,70   |

### 3000 m
| rang   | atleet           | prestatie |
| ------ | ---------------- | --------- |
| Goud   | Gert-Jan Liefers | 8.18,86   |
| Zilver | Dennis Licht     | 8.27,91   |
| Brons  | Erik Niemeijer   | 8.30,19   |

### 5000 m snelwandelen
| rang   | atleet            | prestatie |
| ------ | ----------------- | --------- |
| Goud   | Harold van Beek   | 21.15,84  |
| Zilver | Pedro Huntjens    | 24.55,29  |
| Brons  | Marcel Bunschoten | 25.15,83  |

### 60 m horden
| rang   | atleet                | prestatie |
| ------ | --------------------- | --------- |
| Goud   | Gregory Sedoc         | 7,73 s    |
| Zilver | Marcel van der Westen | 7,77 s    |
| Brons  | Sven Ootjers          | 7,95 s    |

| rang   | atlete          | prestatie |
| ------ | --------------- | --------- |
| Goud   | Judith Vis      | 8,32 s    |
| Zilver | Karin Ruckstuhl | 8,44 s    |
| Brons  | Rosina Hodde    | 8,50 s    |

### verspringen
| rang   | atleet           | prestatie |
| ------ | ---------------- | --------- |
| Goud   | Chiel Warners    | 7,38 m    |
| Zilver | Dennis van Noort | 7,31 m    |
| Brons  | Robbert Bal      | 7,10 m    |

| rang   | atlete          | prestatie |
| ------ | --------------- | --------- |
| Goud   | Karin Ruckstuhl | 6,17 m    |
| Zilver | Anja Mulder     | 5,96 m    |
| Brons  | Mirjam Boxhoorn | 5,79 m    |

### hink-stap-springen
| rang   | atleet           | prestatie |
| ------ | ---------------- | --------- |
| Goud   | Martijn Delissen | 14,87 m   |
| Zilver | Martin de Groot  | 14,86 m   |
| Brons  | Jermaine Sedoc   | 14,50 m   |

| rang   | atlete         | prestatie |
| ------ | -------------- | --------- |
| Goud   | Anja Mulder    | 12,03 m   |
| Zilver | Juliane Klemp  | 11,68 m   |
| Brons  | Myriam de Waal | 11,58 m   |

### hoogspringen
| rang   | atleet           | prestatie |
| ------ | ---------------- | --------- |
| Goud   | Jan Peter Larsen | 2,13 m    |
| Zilver | Paul Jongmans    | 2,13 m    |
| Brons  | Bas Oberndorff   | 2,10 m    |

| rang   | atlete            | prestatie |
| ------ | ----------------- | --------- |
| Goud   | Frenke Bolt       | 1,72 m    |
| Zilver | Titia van Osch    | 1,72 m    |
| Brons  | Jacqueline Raaman | 1,72 m    |

### polsstokhoogspringen
| rang   | atleet             | prestatie |
| ------ | ------------------ | --------- |
| Goud   | Rens Blom          | 5,40 m    |
| Zilver | Ludo van der Plaat | 4,81 m    |
| Brons  | Alex van Zutphen   | 4,76 m    |

| rang   | atlete              | prestatie |
| ------ | ------------------- | --------- |
| Goud   | Sandra van der Geer | 4,00 m    |
| Zilver | Rianna Galiart      | 3,68 m    |
| Brons  | Yvette Caldenhove   | 3,63 m    |

### kogelstoten
| rang   | atleet       | prestatie |
| ------ | ------------ | --------- |
| Goud   | Rutger Smith | 20,75 m   |
| Zilver | Eddy Cardol  | 17,53 m   |
| Brons  | Erik Cadee   | 17,47 m   |

| rang   | atlete             | prestatie |
| ------ | ------------------ | --------- |
| Goud   | Lieja Tunks-Koeman | 18,23 m   |
| Zilver | Denise Kemkers     | 15,18 m   |
| Brons  | Monique Jansen     | 14,33 m   |

1969 · 
1970 · 
1971 · 
1972 · 
1973 · 
1974 · 
1975 · 
1976 · 
1977 · 
1978 · 
1979 ·
1980 · 
1981 · 
1982 · 
1983 · 
1984 · 
1985 · 
1986 · 
1987 · 
1988 · 
1989 · 
1990 · 
1991 · 
1992 · 
1993 · 
1994 · 
1995 · 
1996 · 
1997 · 
1998 · 
1999 · 
2000 · 
2001 · 
2002 · 
2003 · 
2004 · 
2005 · 
2006 · 
2007 · 
2008 · 
2009 · 
2010 · 
2011 · 
2012 · 
2013 · 
2014 ·
2015 ·
2016 ·
2017 ·
2018 ·
2019 · 
2020 · 
2021 · 
2022 · 
2023 · 
2024 · 
2025